# نيلسون هاردويك
نيلسون هاردويك هو سياسي أمريكي، ولد في 19 سبتمبر 1951 في كونواي في الولايات المتحدة. نشط حزبياً في الحزب الجمهوري. وقد انتخب عضو مجلس نواب كارولاينا الجنوبية ‏.